# Alfred Aufdenblatten
Alfred Aufdenblatten est un alpiniste, guide de montagne et fondeur suisse, né le 12 novembre 1897 à Zermatt où il est mort le 17 juin 1975.
Alfred Aufdenblatten participe aux Jeux olympiques d'hiver de 1924, organisés à Chamonix en France. Il est premier de la patrouille militaire avec Alphonse Julen, Antoine Julen et Denis Vaucher. Il prend également part à l'épreuve de ski de fond de 50 kilomètres mais ne termine pas la course.